# Ács Gedeon
Ács Gedeon (Beceneve: Gida) (Bellye, 1819. augusztus 31. – Csúza, 1887. november 12.) református lelkész, az 1848–49-es forradalom és szabadságharc résztvevője, tábori lelkész századosi rangban, emlékíró. Ács Zsigmond testvére.

## Életútja
Ács Gedeon 1819. augusztus 31-én született Bellyén. Apja, Ács László lelkész, anyja Kosdi Krisztina háztartásbeli volt. 1821. május 1-jén a laskói lelkészi hivatal megüresedése nyomán a család elköltözi Bellyéről. 1840-es években rendszeresen olvasta a Jelenkort és a Pesti Hírlapot, utóbbi révén alakult ki benne, hogy a radikális átalakulást hirdető politikusokkal értsen egyet.
Követte a családi hagyományokat, teológiát tanult, s midőn 1845-ben édesapja, László meghalt református pap lett, bár eredetileg hajlama inkább a mérnöki hivatás felé vonzotta. 1846. április 29-én az újverbászi egyházmegyei gyűlésen megválasztották laskói rendes papnak.
Az 1848–49-es forradalom és szabadságharc első napjaiban a híveknek a forradalom szükségességéről prédikált. Kiállt a személyi függőség, földesúri adózás és robot megszűnéséért. 1848. szeptember 27-én Laskón írta meg Kossuth Lajosnak címzett levelét:

„Tisztelt Polgártárs!
Fontos körülményekre akarom Önt figyelmeztetni röviden, nehogy becses idejéből sokat raboljak el.
Baranya megye a hon védelmére föl bizonyosan nem kelend, ha új királyi biztos nem küldetik hozzánk. Battyáni Kázmérhoz nincs már e megyének bizodalma, bármit mondjanak is Pécsen a megyei tisztviselők; sőt felőle általánosan terjed a hiedelem, hogy szőlődézsma eltörlése miatti bosszúságból reactióhoz hajol. – Megyei tisztviselőink a haza védelmére nagyrészint mit sem tesznek. E környéken a nép kész fölkelni, de nincs egyén, ki őket vezérelné, általam kérik önt, eszközöljön számukra egy pár lelkes tisztet, ki azon 100 pfnyi kicsiny öszveget, melyet e szegény helységben gyűjtöttem, szinte átvehetendi.
A reactionariusok erősen mozognak. A bélyei Károly herceg örököseiféle uradalom ügyvédje, Szokoly, mint hallgatóim állítják – Zágrábba járogat.
Ezeket Nem vádul, csak az ön számára figyelmeztetésül mondottam Önnek”

– tisztelgő polgártársa
Ács Gedeon m. k.
laskói ref. lelkész

A harcok kezdetén tábori papnak jelentkezett, így lett tábori lelkész századosi rangban, de nemcsak tábori lelkész volt, hanem fegyverrel a kezében harcolt a rábízott század élén. 1848. október 22-én Batthyány Kázmér vezetésével bevonultak Eszékre, de a következő évben kiűzték onnan őket a császáriak, Ács Gedeont pedig a pécsi börtönbe zárták. Még abban az évben szabadult, amikor visszatért gyülekezetébe. A világosi fegyverletétel után nem érezte magát biztonságban, Orsovánál csatlakozott a Török Birodalomba emigrálókhoz. Vidinben egy internálótáborban volt pár napot, majd egy kofferral néhány menekülttel – köztük Kossuth Lajossal – elindult Kütahya városába.
1851-ben a török porta számára kellemetlenné váltak a magyar menekültek, ezért ez év szeptemberében a Mississippi nevű amerikai fregattra felszállva útnak indult Amerikába több társával egyetemben. November 11-én érkeztek meg New Yorkba. Ács Gedeon lett az első magyar nyelvű egyházközösség megválasztott lelkésze New Yorkban. Kiváló szónoklatai vonzották a hívőket, de mégsem volt ez egyszerű, mert a magyar anyanyelvű hívők közt nemcsak reformátusok voltak, hanem többségben voltak a katolikusok, az evangélikusok és a zsidók. Ács szép elképzelése, hogy a magyar anyanyelvűekből egy egységes magyar egyházat szervez, nem valósulhatott meg. Rövid időn belül fölismerte, hogy az egyházak a helyi magyarokon próbáltak meg nyerészkedni, így egy éven belül otthagyta az állást. Nehezen tartotta fenn magát, amerikai magyar barátai segítették, alkalmi fizikai munkákból élt, többek között az Ontario-tó és Ithaca között épülő vasútnál is fejszésemberként dolgozott. 1859-ben New Yorkban Podharádszky Károly műtermében a fényképészetet is megtanulta, de tőke híján ez sem biztosított tartós megélhetést, a honvágy is gyötörte, így 1861. február 23-án hajóra szállt. Áprilisban Drezdában tartózkodott, hogy megkaphassa az amnesztiáról szóló levelet. Május 19-én érkezett meg a levél, két nap múlva pedig megkapta a vízumot is.
Magyarországra hazaérve nem fogadták szívélyesen, sokan véteknek tartották az ő emigrálását. Csupán családja örült hazajövetelének. Az egyházi hatalom nem engedte, hogy megkapja régi parókiáját Laskón, viszont helyettes lelkészi állást kapott Drávaszabolcson.
1862. február 23-án 4 csúzai hívő felkereste, hogy elvállalná-e a helyi gyülekezet szolgálatát. Pontosan két hónappal később megválasztották lelkésszé, ettől az időtől fogva a Dráva menti szórványokat gondozta haláláig. Élete utolsó évtizedéről kevés adat maradt fönn. 1887. november 12-én halt meg, szélütést kapott. Két nappal később a csúzai temetőben temették el.
Nagy nyelvtudású ember volt, tudott latinul, görögül, németül, franciául, amerikai emigrációjának negyedik évében már nemcsak jól beszélte az angolt, de írt is angolul. Nem véletlen, hogy a magyar emigránsok mellett sok angol barátja is volt. Valahogyan, talán szigorú kálomista erkölcsi felfogása miatt, nem tudott beilleszkedni a rohamosan fejlődő, iparosodó amerikai polgári társadalomba, nem tudta benne megtalálni a helyét, sokan jártak hasonlóképpen, s lassan hazaszivárogtak, de sokan feltalálták magukat, köztük például Ács egyik legjobb barátja László Károly, aki elment Mexikóba s mahagóni fával kereskedett.
Értékes, 10 kötetnyi naplót találtak hagyatékában Bostoni jegyzetek címen, a kézirat beragasztott újságkivágatokkal és metszetekkel, fotókkal illusztrált anyag, fontos forrásokat tartalmaz a 19. század 6. évtizedére vonatkozóan. A köteteket az Országos Széchényi Könyvtár őrzi. Később előkerült még három kötet kézirat, az a szegedi Móra Ferenc Múzeumba került.

## Kötete nyomtatásban
- Mihelyt gyertyámat eloltom... : Bostoni jegyzetek 1856-1863 / Ács Gedeon ; [vál., az előszót írta és jegyzetekkel ell. Bogáti Péter]. Budapest; Gondolat, 1989. 426 p. ill. ISBN 963-282-206-4 (kötött)

## Családja
Kempelen Béla 1637-ig vezeti vissza a köznemesi családot. Ács Gedeon dédapja, János már református prédikátor volt, s a foglalkozás férfiágon öröklődött; így Gedeon nagyapja és apja is pap volt.

## Életrajzírói
- Kontra János 1927-ben a Magyar Egyház című amerikai magyar lapban írt megemlékezést.[11]
- Oldalági leszármazottja, Ács Tivadar Vácon 1940-ben adott ki könyvet Kossuth papja: Ács Gedeon címmel.
- Zombori István az 1970-es évek végén a szegedi Móra Ferenc Múzeum évkönyveiben közölt két életrajzi dolgozatot.[12]
- Bogáti Péter A Mihelyt gyertyámat eloltom 1989-es kiadásához írt önálló munkának is megfelelő terjedelmű előszót.
- Lábadi Károly: Meg vagyok én búval rakva. Ács Gedeon élete és feljegyzései a XIX. századi drávaszögi népéletről. Jugoszláviai Magyar Művelődési Társaság–Forum Könyvkiadó, Újvidék, 1992
- Lábadi Károly: Ács Gedeon élete és szülőföldképe; Horvátországi Magyarok Demokratikus Közössége, Bellye, 2017

## Emlékezete
- 1986-ban a New York-i Fulton Street és William Street sarkán emléktáblát állítottak egykori temploma helyén.[13]
- A Horvátországi Magyarok Demokratikus Közössége 1997-ben Ács Gedeon Életműdíjat alapított a horvátországi magyarságért végzett kiemelkedő munka elismeréséül.[14]